# Cuba Sí

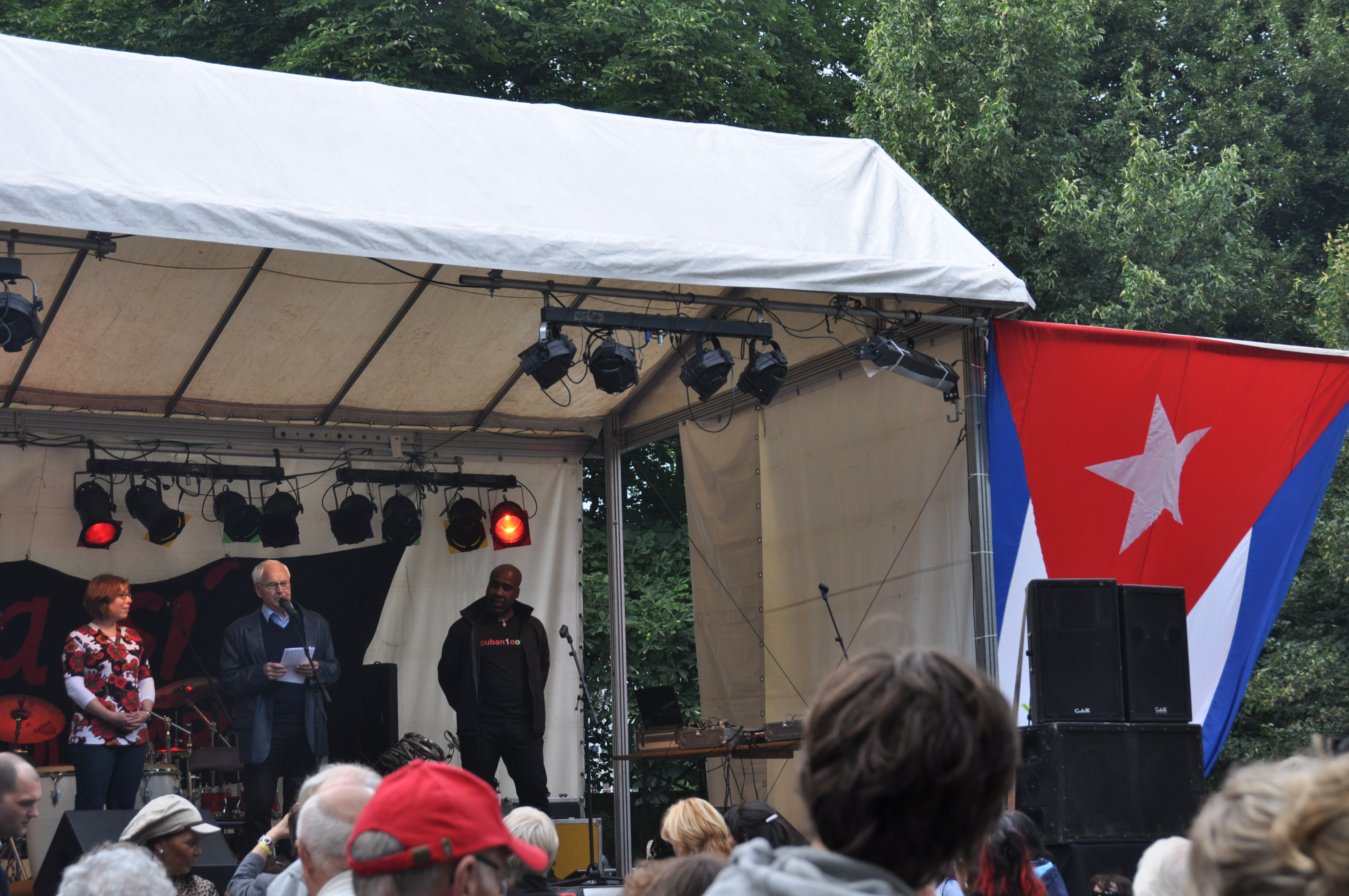
Kuba-Solidaritätsfest „20 Jahre Cuba Sí“ im Juli 2011 in der Berliner Parkaue. Redner: Hans Modrow

Die AG Cuba Sí ist eine selbständig wirkende Arbeitsgemeinschaft in der Partei Die Linke, die sich mit dem staatsozialistischen kubanischen Regime solidarisiert.
Das Bundesministerium des Innern bewertete Cuba Sí in den Verfassungsschutzberichten 2007 bis 2018 als „offen extremistisch“.

## Struktur
Die Organisation wurde am 23. Juli 1991 gegründet und hat ihren Sitz im Berliner Karl-Liebknecht-Haus. Die AG hat nach eigenen Angaben 400 Mitglieder in über 40 politisch eigenständigen und unabhängigen Regionalgruppen in Deutschland, die jedoch bundesweit agieren. Drei hauptamtliche Mitarbeiter koordinieren die Arbeit. Cuba Sí finanziert sich über Spendeneinnahmen.

## Politische Arbeit
Cuba Sí gibt die Zeitschrift Cuba Sí-revista heraus, die zweimal im Jahr erscheint. Daneben ist Cuba Sí Mitveranstalter der jährlich stattfindenden Rosa-Luxemburg-Konferenz und tritt auf diversen Veranstaltungen mit Ständen auf. Sowohl bei Veranstaltungen als auch über das Internet verbreitet Cuba Sí eine breite Auswahl an Texten, in denen die Politik der kubanischen Regierung positiv dargestellt und in kontroversen politischen Fragen (z. B. Menschenrechte, Pressefreiheit, freie Wahlen) der Standpunkt der kubanischen Regierung vertreten wird.
Außerdem organisiert Cuba Sí „politische Reisen“ nach Kuba, darunter jährlich zur internationalen Buchmesse von Havanna, außerdem „Workcamps“ genannte Reisen, die außer von staatlichen Organisationen betreuten Besuchen in verschiedenen Institutionen auch einen freiwilligen Arbeitseinsatz beinhalten und für „die Akzeptanz des kubanischen Systems grundlegende Voraussetzung“ ist.

## Unterstützung von Venezuela
Im August 2017 veröffentlichte Cuba Sí im Zusammenhang mit der politischen Entwicklung in Venezuela eine Stellungnahme des „Netzwerks Cuba“, dessen Mitglied die Gruppe ist: „Wir stehen unverrückbar auf der Seite der bolivarischen Regierung und des zivilisierten Volkes“.

## Beobachtung durch den Verfassungsschutz
Wie auch andere Gruppierungen, die der Partei Die Linke nahestehen oder ihr direkt zugehörig sind, wird Cuba Sí vom Bundesinnenministerium in den Verfassungsschutzberichten 2007 bis 2013 als „offen extremistisch“ bezeichnet. So merkt der Verfassungsschutzbericht 2008 an, dass Cuba Sí im März 2008 u. a. mit der DKP und der „Kommunistischen Arbeiterzeitung“ (KAZ) einen gemeinsamen Aufruf zur Unterstützung des sozialistischen Kuba veröffentlichte. In dem Aufruf hieß es:
„Solidarität mit Cuba! (…) Was diese Handlanger des US-Staatsterrorismus meinen ist klar: Sturz der cubanischen Regierung und der sozialistischen Gesellschaftsordnung! Wir rufen die Freundinnen und Freunde  des cubanischen Volkes und seiner sozialistischen Regierung auf: Verteidigen wir Cubas Unabhängigkeit und Souveränität!“
Der Verfassungsschutzbericht der Bundesregierung begründet die Auflistung der Gruppe mit der fehlenden kritischen Auseinandersetzung mit Menschenrechtsverstößen in Kuba. Stattdessen würde gemäß Homepage der AG Cuba Sí Kuba als „vorbildlich in der Verwirklichung von Menschenrechten“ dargestellt. Das Bayerische Staatsministerium des Innern äußert in seinem eigenen Verfassungsschutzbericht 2008 die Sorge, dass Die Linke das demokratische Grundverständnis bezüglich der Menschenrechte nicht uneingeschränkt teile und Arbeitsgemeinschaften wie Cuba Sí Menschenrechtsverletzungen in sozialistischen Staaten gezielt relativiere. So befürwortet Cuba Sí ausdrücklich den Sozialismus kubanischer Prägung trotz seiner, aus Sicht des bayerischen behörderlichen Berichterstatters, offenkundig autoritären Natur.

## Kritik
Der Soziologe Klaus Meschkat kritisiert, dass Kuba-Solidaritätsorganisationen wie Cuba Sí! „es für ihre revolutionäre Pflicht halten, auf jede offene Kritik an der kubanischen Führung zu verzichten oder sogar repressive Maßnahmen zu rechtfertigen – im besten Falle mit pflichtschuldigem Bedauern der Todesstrafen und ihrer Vollstreckung.“ Dabei verzichteten sie „auf das eigene Urteil angesichts der Weisheit eines genialen Führers“ Fidel Castro, der, inklusive dessen Führungsriege, „über jede Kritik erhaben zu sein“ scheint. Die kubanische Revolution werde dabei religiös überhöht.
Das Nachrichtenmagazin Der Spiegel kritisierte 1996 eine „Verherrlichung des Castro-Regimes“ durch Cuba Sí. Zudem berichtete das Magazin über das PDS-Mitglied Frank-Reginald Evertz, der ursprünglich mit Cuba Sí zusammen auf der Insel einen Kibbuz nach israelischem Vorbild gründen wollte. Evertz verwarf die Pläne jedoch umgehend, nachdem er an einer zweimonatigen Bildungsreise auf Kuba teilgenommen hatte. Er war dort einheimischen Regimegegnern begegnet, die schweren Repressalien durch das kommunistische Regime ausgesetzt waren. Als Folge dessen knüpfte Evertz Kontakt zu der Dissidentengruppe „Bewegung für die Wahrheit“ und kam zu dem Ergebnis: „Auf Kuba herrscht tropischer Stalinismus.“
Eine wie auch immer geartete spezifische Auseinandersetzung von Cuba Sí mit staatlichen Menschenrechtsverletzungen und politischer Repression auf Kuba ist laut dem Fernsehmagazin Kontraste nur schwer erkennbar, ebenso wenig wie eine kritische Diskussion über das Einparteiensystem und die autoritäre Regierungspraxis in Kuba bezüglich der innerkubanischen Opposition. Die Bundestagsabgeordnete der Linkspartei Ulla Jelpke behauptete, dass ihre Antworten im Kontraste-Interview in einen falschen Zusammenhang gestellt worden seien.